# Козјак (острво)
Козјак је острво у Јадранском мору.
Налази се у Иловичким вратима, чинећи њигову североисточну границу.
Са северозападне стране му се налази острво Лошињ, од којег га дели Пролаз Козјак, а са јужне стране су му острва Свети Петар и Иловик. Пловећи према североистоку би до острва Веле и Мале Орјуле.
Највиши врх на острву је 38 m.